# Уништавање лекова
Уништавање лекова подразумева  превођење лекова намењених уништавању прописаним методама у супстанце нешкодљиве по живот и здравље људи и животну средину. Паралелно са уништавањем лекова ради се и рециклажа или уништавање амбалаже, које подразумева деконтаминацију амбалаже прописаним методама и њено уништавање физичким средствима, односно уклањање претварањем у облике употребљиве за рециклажу материјала, односно индустријску прераду. Притоме треба имати у виду да се уништава само амбалажа која се не може претворити у облик погодан за индустријску прераду, односно рециклажу материјала након деконтаминације.

## Опште информације
Лековима може бити потребно много година да се разграде и зато дуго опстану у окружењу. Многи лекови се сада могу открити на ниским нивоима у животној средини.
Да би се спречила непотребна контаминација животне средине, лекови се не би требало третирати као општи отпад. Нису погодни за депонију и не треба их сипати у лавабо, испирати у тоалет или на други начин дозволити да уђу у подземне воде.
Једини тренутно безбедан и прихваћен метод одлагања фармацеутског отпада је спаљивање на високим температурама. Ова врста спаљивања је специјализована и мора да буде спроведена од стране овлашћеног извођача радова за управљање отпадом.
Потрошаче са нежељеним лековима треба охрабрити да их врате у најближу локалну апотеку на одлагање преко Програма враћања нежељених лекова.
Овлашћена лица треба да користе метод одлагања отпада за лекове са списка  који је сигуран и еколошки прихватљив. Лекови се могу третирати као медицински отпад и одлагати на овај начин ако је то у складу са најбољом безбедносном и еколошком праксом

## Поступак уништавања
За уништавање лекова користе се физичке, хемијске, физичко-хемијске и друге одговарајуће методе засноване на достигнућима савремене науке и технологије, чији избор и примена зависе од физичко-хемијских и других својстава лекова који се уништавају.
Наведене методе се примењују и за уништавање амбалаже, осим када је могуће коришћење амбалаже у процесу рециклаже и индустријске прераде уз одговарајуће поступке.
Уништавање лекова и амбалаже врши се само ако се:
- њиховом употребом као производа стварају стабилна, нетоксична једињења без канцерогеног, тератогеног, мутагеног дејства или утицаја на способност репродукције (плодност)
- приликом уништавања датом методом не развију токсичне материје или други штетни гасови и испарења чије би дејство или концентрација угрозила живот или здравље људи или штетно утицала на животну средину.

|                    | Мала количина | Умерена количина | Велика количина |
| ------------------ | --- | --- | --- |
| Пример             | 1-2 ампуле или неколико таблета | више пакета ампула, таблета или боца течности | много пакета ампула, таблета или боца течности |
| Установа           | медицинска пракса, ветеринарска пракса, стоматолог                                                                                               | јавна апотека | болница, велетрговац |
| Врста лекова       | истекао рок или залиха | лекове које пацијенти враћају, истекле и оштећене залихе | истекле и оштећене залихе, лекова за издавање пацијенатима |
| Предложени приступ | уклоните сву амбалажу. Сломите и распршите садржај. Одложити као клинички отпад (у оштре предмете или контејнер за клинички отпад) за спаљивање. | Уклоните амбалажу и идентификационе материјале. Учините производ неупотребљивим. Распршити садржај у комплету за одлагање (према упутствима). Апотеке: комплете одложити у РУМ контејнере. Пошаљите РУМ канте на спаљивање. | На нивоу одељења: користите метод за мале количине. Веће количине: вратите залихе у болничку апотеку. Веома велике количине: надгледани транспорт до извођача за управљање отпадом. |

## Заштитне мере
Уништавање, односно уклањање лекова и амбалаже не сме се вршити:
- испуштањем штетних гасова и испарења у атмосферу,
- бацањем лекова и амбалаже у море, језера, природне и вештачке водотоке, канализациону мрежу, септичке јаме и клозете,
- изливањем на тлу,
- закопавањем у земљу или неорганизованим одлагањем на депонијама,

као и на било који други начин који може довести до загађења животне средине.

## Одлагање и уништавање лекова повучених из употреве
Повучене серије лека се одлажу и држе у карантенском статусу код:
- произвођача/ималац дозволе за лек

- увозник или дистрибутер

Повучене серије лека се третирају на два начина:
- враћање произвођачу или увознику;

- предаја овлашћеном оператеру који их шаље на уништавање (у складу са прописима којима се уређује поступање са фармацеутским отпадом)

О уласку и изласку серија лекова из карантина и предаји серија на уништавање води се евиденција (основни подаци о леку, датум карантина са количинама, датум испоруке до уништење или датум враћања произвођачу или увознику итд.)
Нежељени, коришћени лекови и лекови са истеклим роком трајања морају се одлагати на начин који је одговоран за животну средину и тако не постоји ризик за јавност да буду поново коришћени или преусмерени. Постоје обавезе за здравствене раднике и имаоце дозвола за одлагање лекова у складу са Законом о лековима и отровима.
Повлачење и уништавање лека врши се под надзором имаоца дозволе за лек, а подаци о повученим и уништеним количинама лека достављају се надлежној инспекцији.

## Одговорност
Здравствене установе и предузећа повезана са здравственом заштитом која стварају фармацеутски отпад одговорни су за одговарајуће управљање својим отпадом у складу са свим локалним, државним и савезним прописима о заштити животне средине. Ово укључује правила за управљање опасним отпадом ако се настали отпад идентификује као опасан отпад.
Уништавање лекова и амбалаже у здравственим и другим установама и предузећима за производњу и промет лекова врши се под надзором овлашћеног одговорног радника који има VII-1 степен стручне спреме из области фармације.
О уништењу лекова и амбалаже саставља се записник о уништењу лекова и амбалаже, тако што се у образац пријаве уписују подаци:
- назив и седиште установе или предузећа,
- разлог због којег су лекови и амбалажа уништени
- број и датум интерног акта којим се налаже уништавање,
- имена радника који врше уништавање,
- назив места и места уништавања,
- пун назив лека, помоћног лека или медицинског средства који је се уништава,
- назив произвођача,
- број серије произвођача,
- количина или број оригиналних паковања која су уништена,
- датум уништења,
- начин уништавања, опис уништења производа и начин његовог уклањања или депоновања.